# Christine Cavanaugh
Christine Cavanaugh était une actrice américaine spécialisée dans le doublage, née le 16 août 1963 à Layton (Utah) et morte le 22 décembre 2014 à Cedar City (Utah).
Elle est principalement connue pour avoir prêté sa voix au personnage de Babe dans le film Babe, le cochon devenu berger de Chris Noonan.

## Biographie

### Jeunesse et formation
Christine Cavanaugh naît à Layton dans l'Utah. Elle étudie à l'université d'État de l'Utah, puis à l'université d'Hawaï. La jeune femme décide d'entreprendre une carrière d'actrice et s'établit à Los Angeles en 1983. À son arrivée en Californie, elle vient en aide à une amie étudiante à UCLA en doublant l'un des personnages de son film d'animation, réalisé dans le cadre de ses études de cinéma,. L'expérience lui permet de s'intéresser au doublage. Cavanaugh prend des cours, effectue des essais et prête sa voix dans des spots publicitaires.

### Télévision
Christine Cavanaugh tient quelques rôles dans des séries télévisées comme Cheers, Empty Nest (en) et Wings avant de se spécialiser dans le doublage. Au cours des années 1990, elle prête sa voix à des personnages de séries d'animation, comme Gosalyn Mallard dans la série Myster Mask (Darkwing Duck). Elle fait partie des voix originales de la série Les Razmoket (Rugrats), diffusée à partir de 1991. L'actrice, qui interprète Chuckie Finster, quitte la série au début des années 2000 et est remplacée par Nancy Cartwright. Cavanaugh double également le personnage principal de la série Le Laboratoire de Dexter (Dexter's Laboratory), ainsi que Marty, le fils de Jay Sherman dans la série Profession : critique (The Critic).
À la fin des années 1990, Cavanaugh apparaît dans des séries comme X-Files, Tout le monde aime Raymond et Urgences.

### Cinéma
Christine Cavanaugh double le personnage principal du film d'animation David and the Magic Pearl (en). En 1995, elle passe des auditions aux Universal Studios pour obtenir un rôle dans le film Babe, le cochon devenu berger (Babe) de Chris Noonan. Cavanaugh effectue d'abord un essai dans le rôle de Fly (Ficelle dans la version française), puis auditionne pour le rôle-titre, auquel elle prête finalement sa voix dans le film. Une suite, intitulée Babe 2, le cochon dans la ville (Babe 2: Pig in the City), voit le jour en 1998, mais l'actrice et le studio Universal Pictures ne parviennent pas à s'entendre sur les termes de son contrat et le rôle est confié à Elizabeth Daily. En 1998, Cavanaugh double Chuckie Finster dans Les Razmoket, le film et le jeu vidéo qui en est tiré. Elle reprend le rôle en 2000 dans Les Razmoket à Paris.
Cavanaugh apparaît à l'écran dans le film Jerry Maguire de Cameron Crowe, sorti en 1996. Elle y interprète Mrs. Remo.

## Vie personnelle
L'actrice se marie en 1985 avec Keith James Cavanaugh, dont elle a fait la connaissance à l'université. Le couple divorce en 1988. En 2001, elle abandonne le doublage et retourne s'installer dans l'Utah.

## Récompenses
En 2000, Christine Cavanaugh remporte un Annie Award dans la catégorie « meilleure actrice de doublage dans une série d'animation » pour sa prestation dans la série Le Laboratoire de Dexter.

## Filmographie
- 1988 : David and the Magic Pearl : David
- 1989 : Out on the Edge (TV) : Girl
- 1992 : Gramps (TV) : Enfant extra-terrestre no 2 (voix)
- 1993 : Sunday Funnies (TV)
- 1993 : Sonic the Hedgehog (TV) : Bunnie Rabbot
- 1994 : Wild Oats (en) (série télévisée) : Kathee
- 1994 : Aladdin (série télévisée) : Voix additionnelles (voix)
- 1994 : Drôles de Monstres (Aaahh!!! Real Monsters) (série télévisée) : Oblina (voix)
- 1994 : Joyeux Noël (Mixed Nuts) : Policière
- 1994 : Profession : critique (The Critic) (série télévisée) : Marty Sherman / Voix additionnelles (1994-1995) (voix)
- 1995 : Little Surprises (TV) : Pepper
- 1995 : Aaron Gillespie Will Make You a Star de Massimo Mazzucco : Mona
- 1995 : Dexter's Laboratory : Dexter (voix)
- 1995 : The Big Sister : Dexter
- 1995 : Babe, le cochon devenu berger (Babe) : Babe the Gallant Pig (voix)
- 1995 : Aux portes de l'enfer (Down, Out & Dangerous) (TV) : Leslie McCoy
- 1995 : Balto chien-loup, héros des neiges (Balto) (voix)
- 1996 : The Flintstones Christmas in Bedrock (vidéo) : Voix additionnelles (voix)
- 1996 : Jerry Maguire de Cameron Crowe : Mrs. Remo
- 1996 : Dexter's Laboratory (série télévisée) : Dexter (#1) (1996-1998; 2001) (voix)
- 1997 : X-Files : Aux frontières du réel (série télévisée, épisode La Queue du diable) : Amanda Nelligan
- 1997 : Unbeatable Harold (voix)
- 1997 : Delivery : Bridgette
- 1997 : A Rugrats Vacation (vidéo) : Chuckie Finster
- 1997 : Soulmates : Anna Weisland
- 1997 : Les 101 Dalmatiens, la série (série télévisée) : Wizzer / Dumpling (voix)
- 1998 : You Lucky Dog (TV) : Bernice
- 1998 : Dexter's Rude Removal (TV) : Dexter (voix)
- 1998 : The Wacky Adventures of Ronald McDonald: Scared Silly (vidéo) : Birdie (voix)
- 1998 : Les Supers Nanas (The Powerpuff Girls) (série télévisée) : Bunny / Bud Smith / Voix additionnelles (voix)
- 1998 : Les Razmoket, le film (The Rugrats Movie)  de Norton Virgien et Igor Kovaljov : Chuckie Finster (voix)
- 1999 : Sing Me a Story with Belle (série télévisée) : Carol the Book Worm (voix)
- 1999 : Fashionably L.A. : Madge-Simone's Fanclub
- 1999 : Le Laboratoire de Dexter : Ego trip (Dexter's Laboratory Ego Trip) (TV) : Dexter, D22, Old Man Dexter (voix)
- 2000 : Cave Kids (série télévisée) : Bamm-Bamm Rubble
- 2000 : Les Razmokets à Paris, le film (Rugrats in Paris: The Movie - Rugrats II) : Chuckie Finster (voix)
- 2000 : Cartoon Cartoon Fridays (série télévisée) : Dexter (2000) (voix)
- 2001 : The Rugrats: All Growed Up (TV) : Charles « Chuckie » Finster Jr. (voix)